# Titanethes fracticornis
Titanethes fracticornis là một loài chân đều trong họ Trichoniscidae. Loài này được Joseph miêu tả khoa học năm 1882.